# Acta Botanica Taiwanica
Acta Botanica Taiwanica o Chih wu hsüeh pao (abreviado Acta Bot. Taiwan.) es una revista con ilustraciones y descripciones botánicas que es publicada en Taipéi por la Universidad de Taiwán desde 1947, con el nombre de Acta Botanica Taiwanica. Science Reports of the National Taiwan University.